# Cicatrodea
Cicatrodea is een kevergeslacht uit de familie van de boktorren (Cerambycidae). De wetenschappelijke naam van het geslacht werd voor het eerst geldig gepubliceerd in 1946 door Dillon & Dillon.

## Soorten
Cicatrodea omvat de volgende soorten:
- Cicatrodea bahia Dillon & Dillon, 1946
- Cicatrodea monima Dillon & Dillon, 1946